# Sférická astronomie
Objekty zájmu astronomie leží v různých místech prostoru a různých vzdálenostech od pozorovatele. Z hlediska samotného pozorování je však velmi často možné tyto vzdálenosti zanedbat a uvažovat jen průměty objektů na nekonečně vzdálenou nebeskou sféru. V této, takzvané sférické geometrii, stačí k přesnému určení polohy 2 souřadnice (například rektascenze a deklinace).
Zavedením souřadnic a popisem různých významných bodů a křivek se zabývá sférická astronomie. Vychází hlavně z geometrie a ze sférické trigonometrie.

## Základní pojmy
- Ekliptika – myšlená dráha na obloze, kterou během roku prochází Slunce
- Zemská osa – přímka rovnoběžná s osou otáčení Země.
- Nebeský pól (světový pól) – bod ležící nad zemským pólem, průsečík zemské osy s nebeskou sférou
- Zenit (nadhlavník) – bod ležící nad pozorovatelem
- Nadir (podnožník) – bod ležící pod pozorovatelem
- Nebeská sféra – nekonečně vzdálená myšlená kulová plocha (obepínající celou Zemi), na kterou se promítají všechny pozorované objekty ve vesmíru
- Nebeský rovník (světový rovník) – zemský rovník promítnutý na nebeskou sféru
- Meridián (astronomie) – hlavní kružnice na nebeské sféře procházející póly a zenitem pozorovatele.

## Systémy souřadnic
V astronomii se nejčastěji používají sférické souřadnice
- na povrchu těles: geografické (zeměpisné), selenografické (měsíční), heliografické (sluneční)
- na nebeské sféře: obzorníkové, rovníkové (ekvatoreální), ekliptikální, galaktické, ICRF (International Celestial Reference Frame)